# Paulus Paka
Paulus Paka (? – december 1936) was een Surinaams marronleider. Hij was de granman en daarmee de hoogste leider van de Kwinti's.

## Biografie
Nadat Marcus Mentor op 1 juli 1926 overleed, volgde Paka hem in 1928 op als granman van de Kwinti's. De Kwinti's waren het jaar ervoor overgestapt van de Evangelische Broedergemeente naar de Rooms-Katholieke Kerk. In juni 1932 werd hij in zijn hoofdzetel Witagron bezocht door gouverneur Bram Rutgers, die met een uitgebreid ceremonieel ontvangst werd onthaald.
Paka bleef aan tot aan zijn dood in december 1936. Johannes Afiti volgde hem in 1936 op.